# Brad Norton
Bradley Joseph "Brad" Norton, född 13 februari 1975, är en amerikansk före detta professionell ishockeyback som tillbringade fem säsonger i den nordamerikanska ishockeyligan National Hockey League (NHL), där han spelade för Florida Panthers, Los Angeles Kings, Washington Capitals, Ottawa Senators och Detroit Red Wings. Han producerade elva poäng (tre mål och åtta assists) samt drog på sig 287 utvisningsminuter på 124 grundspelsmatcher. Norton spelade också för Jokerit i Liiga; Hamilton Bulldogs, Hershey Bears, Binghamton Senators och Grand Rapids Griffins i American Hockey League (AHL); Detroit Vipers i International Hockey League (IHL) samt UMass Minutemen i National Collegiate Athletic Association (NCAA).
Han draftades av Edmonton Oilers i nionde rundan i 1993 års draft som 215:e spelaren totalt.
Norton är yngre bror till Jeff Norton, som spelade själv i NHL mellan 1987 och 2002. Han är också gift med Tiffany Granath, som är alternativt varit radiopratare, skådespelare samt fotomodell för bland annat Playboy.

## Statistik
| Källa: Utv = Utvisningsminuter | Källa: Utv = Utvisningsminuter                        | Källa: Utv = Utvisningsminuter                        |                                                       | Grundserie                                            | Grundserie                                            | Grundserie                                            | Grundserie                                            | Grundserie                                            |                                                       | Slutspel                                              | Slutspel                                              | Slutspel                                              | Slutspel                                              | Slutspel                                              |
| Säsong                         | Lag                                                   | Liga                                                  | Matcher                                               | Mål                                                   | Assist                                                | Poäng                                                 | Utv                                                   | Matcher                                               | Mål                                                   | Assist                                                | Poäng                                                 | Utv                                                   |                                                       |                                                       |
| ------------------------------ | ----------------------------------------------------- | ----------------------------------------------------- | ----------------------------------------------------- | ----------------------------------------------------- | ----------------------------------------------------- | ----------------------------------------------------- | ----------------------------------------------------- | ----------------------------------------------------- | ----------------------------------------------------- | ----------------------------------------------------- | ----------------------------------------------------- | ----------------------------------------------------- | ----------------------------------------------------- | ----------------------------------------------------- |
| 1992–1993                      | Cushing Penguins                                      |                                                       | 31                                                    | 10                                                    | 26                                                    | 36                                                    | —                                                     | —                                                     | —                                                     | —                                                     | —                                                     | —                                                     |                                                       |                                                       |
| 1993–1994                      | Cushing Penguins                                      | Statistik ej tillgänglig.                             | Statistik ej tillgänglig.                             | Statistik ej tillgänglig.                             | Statistik ej tillgänglig.                             | Statistik ej tillgänglig.                             | Statistik ej tillgänglig.                             | Statistik ej tillgänglig.                             | Statistik ej tillgänglig.                             | Statistik ej tillgänglig.                             | Statistik ej tillgänglig.                             | Statistik ej tillgänglig.                             | Statistik ej tillgänglig.                             | Statistik ej tillgänglig.                             |
| 1994–1995                      | UMass Minutemen                                       | NCAA                                                  | 30                                                    | 0                                                     | 6                                                     | 6                                                     | 89                                                    | —                                                     | —                                                     | —                                                     | —                                                     | —                                                     |                                                       |                                                       |
| 1995–1996                      | UMass Minutemen                                       | NCAA                                                  | 34                                                    | 4                                                     | 12                                                    | 16                                                    | 99                                                    | —                                                     | —                                                     | —                                                     | —                                                     | —                                                     |                                                       |                                                       |
| 1996–1997                      | UMass Minutemen                                       | NCAA                                                  | 35                                                    | 2                                                     | 16                                                    | 18                                                    | 88                                                    | —                                                     | —                                                     | —                                                     | —                                                     | —                                                     |                                                       |                                                       |
| 1997–1998                      | UMass Minutemen                                       | NCAA                                                  | 20                                                    | 2                                                     | 13                                                    | 15                                                    | 28                                                    | —                                                     | —                                                     | —                                                     | —                                                     | —                                                     |                                                       |                                                       |
|                                | Detroit Vipers                                        | IHL                                                   | 33                                                    | 1                                                     | 4                                                     | 5                                                     | 56                                                    | 22                                                    | 0                                                     | 2                                                     | 2                                                     | 87                                                    |                                                       |                                                       |
| 1998–1999                      | Hamilton Bulldogs                                     | AHL                                                   | 58                                                    | 1                                                     | 8                                                     | 9                                                     | 134                                                   | 11                                                    | 0                                                     | 1                                                     | 1                                                     | 6                                                     |                                                       |                                                       |
| 1999–2000                      | Hamilton Bulldogs                                     | AHL                                                   | 40                                                    | 5                                                     | 12                                                    | 17                                                    | 104                                                   | 10                                                    | 1                                                     | 4                                                     | 5                                                     | 26                                                    |                                                       |                                                       |
| 2000–2001                      | Hamilton Bulldogs                                     | AHL                                                   | 46                                                    | 3                                                     | 15                                                    | 18                                                    | 114                                                   | —                                                     | —                                                     | —                                                     | —                                                     | —                                                     |                                                       |                                                       |
| 2001–2002                      | Florida Panthers                                      | NHL                                                   | 22                                                    | 0                                                     | 2                                                     | 2                                                     | 45                                                    | —                                                     | —                                                     | —                                                     | —                                                     | —                                                     |                                                       |                                                       |
|                                | Hershey Bears                                         | AHL                                                   | 40                                                    | 0                                                     | 10                                                    | 10                                                    | 62                                                    | 2                                                     | 0                                                     | 0                                                     | 0                                                     | 6                                                     |                                                       |                                                       |
| 2002–2003                      | Los Angeles Kings                                     | NHL                                                   | 53                                                    | 3                                                     | 3                                                     | 6                                                     | 97                                                    | —                                                     | —                                                     | —                                                     | —                                                     | —                                                     |                                                       |                                                       |
| 2003–2004                      | Los Angeles Kings                                     | NHL                                                   | 20                                                    | 0                                                     | 1                                                     | 1                                                     | 77                                                    | —                                                     | —                                                     | —                                                     | —                                                     | —                                                     |                                                       |                                                       |
|                                | Washington Capitals                                   | NHL                                                   | 16                                                    | 0                                                     | 1                                                     | 1                                                     | 17                                                    | —                                                     | —                                                     | —                                                     | —                                                     | —                                                     |                                                       |                                                       |
| 2004–2005                      | Spelade ej på grund av konflikt mellan NHL och NHLPA. | Spelade ej på grund av konflikt mellan NHL och NHLPA. | Spelade ej på grund av konflikt mellan NHL och NHLPA. | Spelade ej på grund av konflikt mellan NHL och NHLPA. | Spelade ej på grund av konflikt mellan NHL och NHLPA. | Spelade ej på grund av konflikt mellan NHL och NHLPA. | Spelade ej på grund av konflikt mellan NHL och NHLPA. | Spelade ej på grund av konflikt mellan NHL och NHLPA. | Spelade ej på grund av konflikt mellan NHL och NHLPA. | Spelade ej på grund av konflikt mellan NHL och NHLPA. | Spelade ej på grund av konflikt mellan NHL och NHLPA. | Spelade ej på grund av konflikt mellan NHL och NHLPA. | Spelade ej på grund av konflikt mellan NHL och NHLPA. | Spelade ej på grund av konflikt mellan NHL och NHLPA. |
| 2005–2006                      | Ottawa Senators                                       | NHL                                                   | 7                                                     | 0                                                     | 0                                                     | 0                                                     | 31                                                    | —                                                     | —                                                     | —                                                     | —                                                     | —                                                     |                                                       |                                                       |
|                                | Jokerit                                               | Liiga                                                 | 20                                                    | 2                                                     | 2                                                     | 4                                                     | 91                                                    | —                                                     | —                                                     | —                                                     | —                                                     | —                                                     |                                                       |                                                       |
|                                | Binghamton Senators                                   | AHL                                                   | 36                                                    | 0                                                     | 4                                                     | 4                                                     | 102                                                   | —                                                     | —                                                     | —                                                     | —                                                     | —                                                     |                                                       |                                                       |
| 2006–2007                      | Detroit Red Wings                                     | NHL                                                   | 6                                                     | 0                                                     | 1                                                     | 1                                                     | 20                                                    | —                                                     | —                                                     | —                                                     | —                                                     | —                                                     |                                                       |                                                       |
|                                | Grand Rapids Griffins                                 | AHL                                                   | 43                                                    | 1                                                     | 4                                                     | 5                                                     | 102                                                   | 7                                                     | 1                                                     | 2                                                     | 3                                                     | 23                                                    |                                                       |                                                       |
| NHL totalt                     | NHL totalt                                            | NHL totalt                                            | 124                                                   | 3                                                     | 8                                                     | 11                                                    | 287                                                   | —                                                     | —                                                     | —                                                     | —                                                     | —                                                     |                                                       |                                                       |
| AHL totalt                     | AHL totalt                                            | AHL totalt                                            | 263                                                   | 10                                                    | 53                                                    | 63                                                    | 618                                                   | 30                                                    | 2                                                     | 7                                                     | 9                                                     | 61                                                    |                                                       |                                                       |
| NCAA totalt                    | NCAA totalt                                           | NCAA totalt                                           | 119                                                   | 8                                                     | 47                                                    | 55                                                    | 304                                                   | —                                                     | —                                                     | —                                                     | —                                                     | —                                                     |                                                       |                                                       |